# Kostolná Ves
Kostolná Ves (em húngaro: Kisegyházas) é um município da Eslováquia, situado no distrito de Prievidza, na região de Trenčín. Tem 3,74 km² de área e sua população em 2018 foi estimada em 479 habitantes.

## Demografia
| Ano:        | 1994 | 2004   | 2014   | 2024    |
| ----------- | ---- | ------ | ------ | ------- |
| Broj ljudi: | 459  | 467    | 445    | 499     |
| Razlika:    |      | +1,74% | -4,71% | +12,13% |

| Ano:               | 2023 | 2024   |
| ------------------ | ---- | ------ |
| Número de pessoas: | 507  | 499    |
| Diferença:         |      | -1,57% |